# Partido de Acción Progresista
El Partido de Acción Progresista (PAP) fue un partido político cubano dirigido por Fulgencio Batista. El partido fue fundado el 1 de abril de 1949, a raíz de las elecciones generales de 1948, bajo el nombre de Partido Acción Unitaria (PAU). Presentó su primer manifiesto unos meses después, el 1 de agosto. 
Participó por primera vez en las elecciones parlamentarias de 1950, obteniendo cuatro escaños.
En 1952, seguro de que perdería las elecciones, Batista dio un golpe de Estado.
El partido cambió su nombre a Partido de Acción Progresista para concurrir a las elecciones de 1954, y participó en las elecciones de 1954 y 1958, ganando la presidencia con Fulgencio Batista y Andrés Rivero Agüero respectivamente, debido a la retirada anticipada de los opositores así como por fraude electoral. En aquellas oportunidades, fue también el partido más votado en las elecciones parlamentarias, obteniendo 60 y 65 escaños respectivamente.
El partido se basó en una combinación de fuerte conservadurismo y liberalismo económico a gran escala, para atraer capital estadounidense a Cuba. Esto condujo a un alto nivel de corrupción y pobreza que asoló el país. Otro baluarte del partido era el anticomunismo, no sólo por el alineamiento con Estados Unidos, sino también porque la mayoría de los integrantes del Movimiento 26 de Julio podían ser tildados de comunistas.
El partido se disolvió después de la Revolución Cubana de 1959.